# Niccolò Coscia

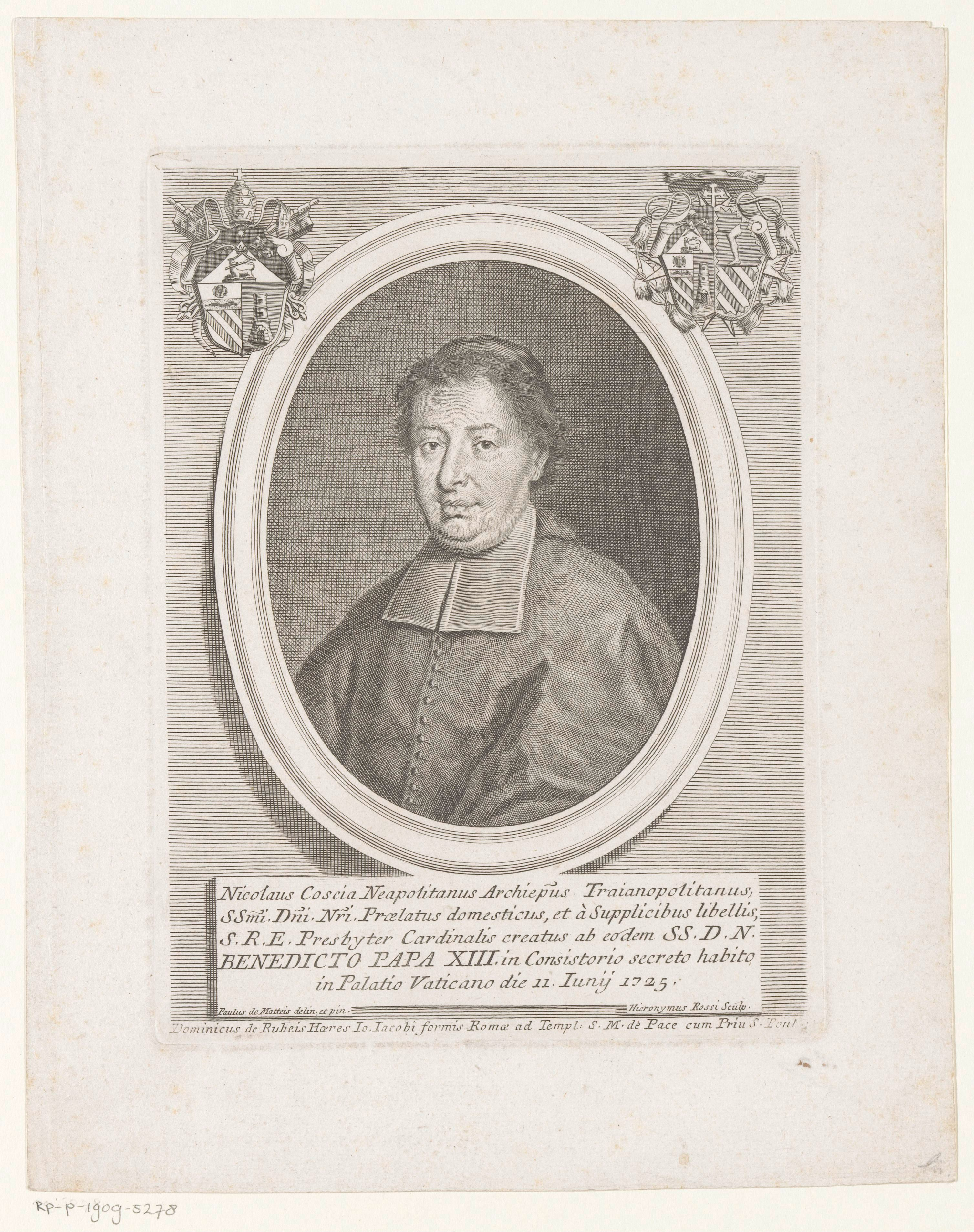
Niccolò Kardinal Coscia

Niccolò Paolo Andrea Coscia (* 25. Januar 1682 in Pietradefusi; † 8. Februar 1755 in Neapel) war ein italienischer Geistlicher, Bischof und Kardinal der Römischen Kirche. Er war der engste Vertraute von Papst Benedikt XIII. Nach dessen Tod im Jahr 1730 wurde er durch den Nachfolger Clemens XII. wegen Veruntreuungen und Verrats seiner Ämter enthoben und exkommuniziert. Erst 1742 erhielt er seine vollen Rechte als Kardinal wieder.

## Leben

### Herkunft und frühe Jahre
Niccolò Coscia stammte aus einfachen Verhältnissen. Er war das älteste von sechs Kindern des Vincenzo Coscia und dessen Ehefrau Girolama Gemma, ihm folgten zwei Brüder und drei Schwestern. Bei seiner Taufe am 27. Januar 1682 erhielt er die Namen Niccolò Paolo Andrea. Bereits als Jugendlicher lernte er Vincenzo Maria Kardinal Orsini, den Erzbischof von Benevent und späteren Papst Benedikt XIII., kennen, als dieser eine Pastoralreise durch das Erzbistum durchführte. Der Kardinal ermutigte den Jungen, die kirchliche Laufbahn zu ergreifen, und schor im Mai 1696 dem Vierzehnjährigen die erste Tonsur. Orsini beaufsichtigte auch die Ausbildung des jungen Niccolò, die dieser am 30. März 1715 an der Universität La Sapienza in Rom mit der Promotion zum Doctor iuris utriusque abschloss.

### Erste Tätigkeiten und Priesteramt
Bereits im Oktober 1703 hatte Kardinal Orsini seinem Schützling ein Kanonikat an der Kollegiatkirche San Bartolomeo in Benevent verliehen. Coscia lernte die kirchliche Verwaltungstätigkeit in der Erzbischöflichen Kurie kennen. Er empfing am 28. März 1705 das Sakrament der Priesterweihe und wurde Privatsekretär von Kardinal Orsini. Das Kanonikat an San Bartolomeo tauschte Coscia im April 1708 gegen einen Platz im Metropolitankapitel der Kathedrale von Benevent, zugleich wurde er zum Kanzler der Erzbischöflichen Kurie ernannt. Er wurde in der Erzdiözese weiterhin Kammerherr, Schatzmeister, Erzpriester und infulierter Abt von San Lorenzo d’Aprice. Als Konklavist begleitete er Kardinal Orsini zu den Konklaven von 1721 und 1724. Nach der Papstwahl Orsinis folgte Coscia ihm nach Rom, wo er am 7. Juni 1724 für die Römische Kurie tätig wurde.

### Bischof und Kardinal
Am 26. Juni 1724 wurde Niccolò Coscia zum Titularerzbischof von Traianopolis ernannt. Die Bischofsweihe spendete ihm am 23. Juli desselben Jahres sein langjähriger Gönner, Papst Benedikt XIII. selbst; Mitkonsekratoren waren Pierre-Guérin de Tencin, Erzbischof von Embrun, und Cesare Lucini, Bischof von Gravina. Am 29. Januar 1725 wurde er zum Päpstlichen Thronassistenten ernannt.
Im Konsistorium vom 11. Juni 1725 kreierte Papst Benedikt XIII. ihn zum Kardinal. Als Kardinalpriester erhielt Coscia am 23. Juli 1725 den roten Hut und die pro illa vice zur Titelkirche erhobene Diakonie von Santa Maria in Domnica. Im Konsistorium kam es zum Eklat, als zwanzig der sechsundzwanzig anwesenden Kardinäle sich gegen Coscias Kardinalserhebung aussprachen. Der Papst zeigte sich jedoch hiervon unbeeindruckt und erhob Erzbischof Coscia zum Kardinal. Am 5. September 1725 wurde er Koadjutorerzbischof von Benevent, während die Verwaltung der Erzdiözese bis zu dessen Tod beim Papst verblieb; Erzbischof Coscia erhielt jedoch am 21. Februar 1726 das Pallium verliehen. Am 21. Februar 1730 folgte er dem an jenem Tag verstorbenen Benedikt XIII. als Erzbischof von Benevent nach.
Das Verhalten des Kardinals hatte im Heiligen Kollegium für eine feindselige Stimmung gegen ihn gesorgt. Zwar war Coscia nicht der einzige Beneventiner, der dem Papst nahestand, doch war er derjenige, der einen inneren Kreis gesammelt hatte, welcher allgemein als “i beneventani” bezeichnet wurden. Montesquieu beschrieb sie so: „[…] es sind die Beneventiner, die seine [sc. Benedikt XIII.] Schwäche lenken, und weil sie Leute des Nichts sind, fördern sie die Leute des Nichts und treiben diejenigen zum Rückzug, die in ihre Reichweite kommen […]“ Man sagt, dass Coscia im August 1725 etwa 2 Millionen Scudi angehäuft hatte. In scharfem Kontrast zur asketischen Lebensweise des Papstes hatte er seine Wohnung im Vatikan reichhaltig ausgestattet und dafür die den Fürsten vorbehaltenen Räume geplündert. Seine Stellung dem Orsini-Papst gegenüber war von äußerster Vertrautheit geprägt, etwas, das man im Dialekt der Beneventiner rivolgendoglisi nennt.
Obgleich es sehr schwierig war, sich Benedikt XIII. zu nähern, da die Beneventiner hiergegen hohe Hürden errichtet hatten, hatte dennoch jemand dem Papst das System Coscias offenbaren können, doch auch das scheint den Kardinal nicht weiter belastet zu haben. Im Januar 1727 wurden dem Papst Beweise dafür geliefert, dass Coscia 11.000 Scudi veruntreut hatte, doch der Papst sah sich lediglich dazu veranlasst, von Kardinal Coscia einen offiziellen Bericht anzufordern.
Nach dem Tod Benedikts XIII. verbarg Kardinal Coscia sich in Rom und floh dann nach Cisterna im Herrschaftsbereich von Fürst Michelangelo Gaetani, Herzog von Caserta, der dem Kardinal ungeachtet dessen Betragen Zuflucht und Schutz gewährte. Kardinal Coscia hielt dem Heiligen Kollegium vor, dass eine Wahl ohne seine Teilnahme ungültig sein würde, und es wurde ihm gestattet, am Konklave teilzunehmen. Er brauchte vierzig Tage für den Weg nach Rom, wo er zusammen mit dem Herzog von Caserta eintraf; dieser begleitete ihn in die Stadt, bis der Kardinal sicher im Konklave angelangt war.
Nach der Wahl von Papst Clemens XII. resignierte Kardinal Coscia am 8. Januar 1731 unter Protest auf das Erzbistum Benevent. Er floh im März desselben Jahres nach Neapel, was die Konfiskation seines gesamten Besitzes nach sich zog. Im März 1732 kehrte er nach Rom zurück, um sich den gegen ihn erhobenen Vorwürfen zu stellen. Während des Prozesses lebte er in Santa Prassede. Am 9. Mai 1733 wurde er wegen Erpressung, Fälschung und Verrats zu einer zehnjährigen Haft und zur Exkommunikation verurteilt, darüber hinaus hatte er empfindlichen Schadensersatz zu leisten. Er wurde in der Engelsburg festgesetzt, dort aber mit Rücksicht behandelt. Am 23. Februar 1734 hob Clemens XII. die Exkommunikation auf und im Juli 1738 gestand er Kardinal Coscia erneut das Stimmrecht im Konklave zu. Bereits seit 1735 war es dem Kardinal gestattet, sich in verschiedenen Thermalbädern gegen seine Gicht behandeln zu lassen. Nach dem Tod Clemens’ XII. wurde er freigelassen und durfte am Konklave 1740 teilnehmen, bei dem Papst Benedikt XIV. gewählt wurde. Er war der bisher letzte Kardinal, der seines Amtes enthoben wurde.

### Letzte Jahre und Tod
Im Jahr 1741 zog Niccolò Coscia sich nach Neapel ins Privatleben zurück. Am 8. Januar 1742 ordnete Papst Benedikt XIV. eine Wiederaufnahme des Prozesses gegen Kardinal Coscia an und erließ ihm die verbleibende Haftzeit, setzte ihn wieder in die vollen Rechte des Kardinalats ein und sprach ihn von allen Anklagen frei. Kardinal Coscias Testament trägt das Datum des 1. Mai 1753.
Beigesetzt wurde er in der Jesuitenkirche Gesù Nuovo in Neapel.

## Würdigung
In der lokalen Geschichtsschreibung geht die Tendenz dahin, Niccolò Coscia als das Opfer der Reaktion auf das Pontifikat Benedikts XIII. zu sehen und ihn weitgehend zu entlasten. Die Mehrheit der Historiker hingegen sieht in ihm den alleinigen Verursacher der Missstände, die die Amtszeit Benedikts überschatteten, und weist Coscia die gesamte Verantwortung hierfür zu. Keine der beiden Positionen vermag jedoch zu überzeugen. Vielmehr sind hier drei Punkte zu unterscheiden: Zum einen die Anhäufung von Benefizien, die Coscia im Prozess gegen ihn einräumte und die ihm den Unmut des Heiligen Kollegiums zuzog. Zum zweiten das Defizit im Haushalt des Kirchenstaates, das ihm jedoch nicht angelastet werden kann, da Benedikt XIII. die Grundlinien der Finanz- und Wirtschaftspolitik sehr genau vorgab. Drittens wurde ihm die Verantwortung für politische Fehler zugeschoben, vor allem in der Frage des Sizilianischen Tribunals, die jedoch vom Papst selbst und von dessen Verhandlungsführern begangen wurden und für die Kardinal Coscia letztlich nicht verantwortlich war.